# Gold River (cheval)
Gold River, née le 11 janvier 1977 et morte en 1987, est une jument de course de race pur-sang anglais. Sous les couleurs de Jacques Wertheimer, elle remporte le Prix de l'Arc de Triomphe 1981.

## Carrière de courses
Entraînée par Alec Head et monté par le fils de ce dernier Freddy, Gold River ne débute qu'à 3 ans, assez tard, en mai, une blessure l'ayant empêchée de courir à 2 ans. Elle s'impose d'emblée. Pour son premier essai au niveau des groupes, dans le Prix Fille de l'Air, elle bute sur une certaine Detroit, future lauréate du Prix de l'Arc de Triomphe en fin de saison. Gold River a manqué le printemps classique mais semble s'épanouir au-delà des 2 400 mètres puisqu'elle remporte un premier groupe durant le meeting de Deauville, le Prix Minerve, sur 2 700 mètres. Dans le Prix Vermeille, elle ne peut faire mieux que quatrième et plutôt qu'aller sur l'Arc de Triomphe, elle trouve son jour dans le Prix Royal Oak, démontrant une nouvelle fois ses aptitudes de stayers.
De retour à 4 ans, Gold River attaque le programme des stayers et enchaîne deux belles victoires, dans le Prix Jean Prat et le Prix du Cadran, pas rebutée par les 4 000 mètres du parcours. Sur 2 400 mètres, elle semble moins forte, comme en témoignent ses performances en demi-teinte dans le Grand Prix de Saint-Cloud et le Prix Foy. Pourtant, elle s'aligne au départ du Prix de l'Arc de Triomphe, avec une chance toute relative, et sans Freddy Head sur le dos. Le jockey l'a délaissée au profit de Detroit, la tenante du titre, qui appartient en partie à son père Alec et qu'il croyait à même de faire le doublé, tandis que Gold River ne lui semblait pas détenir de chance réelle. Jacques Wertheimer, avec qui il était lié par un contrat de première monte, maintient l'engagement de Gold River, fait venir de Hong Kong pour la monter le jeune Australien Gary Moore, tout en acceptant, bon prince, que son jockey monte sa préférée. Freddy Head pourra nourrir d'éternels regrets, puisque Detroit ne se montre pas dangereuse dans la course alors que Gold River, qui s'était élancée à 53/1, crée une énorme surprise en dominant ses seize adversaires. Pas rancunière, Gold River retrouve Freddy Head et les longues distances dans le Prix Royal Oak, mais ne peut conserver son titre face au champion-stayer Ardross qu'elle avait pourtant battu dans cette même course l'année précédente. Sur cette vive déception, elle quitte la scène et rentre au haras.

### Résumé de carrière
| Date         | Hippodrome  | Pays        | Course                    | Statut      | Distance    | Jockey      | Place       | Écart       | Vainqueur ou deuxième |
| 1980, 3 ans  | 1980, 3 ans | 1980, 3 ans | 1980, 3 ans               | 1980, 3 ans | 1980, 3 ans | 1980, 3 ans | 1980, 3 ans | 1980, 3 ans | 1980, 3 ans           |
| ------------ | ----------- | ----------- | ------------------------- | ----------- | ----------- | ----------- | ----------- | ----------- | --------------------- |
| 7 mai        | Longchamp   | France      | Prix de Neuilly           | maiden      | 2 000 m     | Freddy Head | 1er / 8     | 3/4         | Kalinski              |
| 1er juin     | Longchamp   | France      | Prix de Saint-James       |             | 2 000 m     | Freddy Head | 1er / 11    | 2           | Ayila                 |
| 21 juin      | Saint-Cloud | France      | Prix Fille de l'Air       | Gr. 3       | 2 100 m     | Ph. Bruneau | 2e / 10     | 2 ½         | Detroit               |
| 26 juillet   | Évry        | France      | Prix Minerve              | Gr. 3       | 2 400 m     | Freddy Head | 3e / 7      | 1 ¼         | Great verdict         |
| 23 août      | Deauville   | France      | Prix de Pomone            | Gr. 3       | 2 700 m     | Freddy Head | 1er / 10    | 3           | Mariella              |
| 14 septembre | Longchamp   | France      | Prix Vermeille            | Gr. 1       | 2 400 m     | Freddy Head | 4e / 12     | 1 ¾         | Mrs. Penny            |
| 12 octobre   | Longchamp   | France      | Prix de Royallieu         | Gr. 3       | 2 500 m     | Freddy Head | 2e / 10     | 3/4         | Mariella              |
| 26 octobre   | Chantilly   | France      | Prix Royal Oak            | Gr. 1       | 3 100 m     | Freddy Head | 1er / 13    | 1 ½         | Monsieur Marcel       |
| 1981, 4 ans  |             |             |                           |             |             |             |             |             |                       |
| 26 avril     | Chantilly   | France      | Prix Jean Prat            | Gr. 2       | 3 100 m     | Freddy Head | 1er / 9     | enc.        | Proustille            |
| 24 mai       | Longchamp   | France      | Prix du Cadran            | Gr. 1       | 4 000 m     | Freddy Head | 1er / 6     | 3           | Hereas                |
| 5 juillet    | Saint-Cloud | France      | Grand Prix de Saint-Cloud | Gr. 1       | 2 500 m     | Freddy Head | 5e / 10     | 5 ¼         | Akarad                |
| 13 septembre | Longchamp   | France      | Prix Foy                  | Gr. 3       | 2 400 m     | Freddy Head | 3e / 4      | 3 ½         | Detroit               |
| 4 octobre    | Longchamp   | France      | Prix de l'Arc de Triomphe | Gr. 1       | 2 400 m     | Gary Moore  | 1er / 17    | 3/4         | Bikala                |
| 25 octobre   | Longchamp   | France      | Prix Royal Oak            | Gr. 1       | 3 100 m     | Freddy Head | 3e / 7      | 6 ½         | Ardross               |

## Au haras
Envoyée au haras américain de la famille Wertheimer, Hagyard Farm à Lexington, Kentucky, Gold River mourut prématurément en 1987, à 10 ans, victime de la foudre dans son paddock. De quoi donner d'immenses regrets car si elle n'eut que quatre produits, tous se signalèrent soit en piste, soit au haras. Elle a donc poursuivit une lignée prestigieuse, qui demeure encore de nos jours l'une des plus précieuses de l'élevage Wertheimer et d'où descendent plusieurs champions dont la légendaire Goldikova. En effet Gold River est la mère de :
- Chercheur d'or (1983, Northern Dancer) : Prix du Lys (Gr.3). Étalon au Japon.
- Rivière d'Argent (1984, Nijinsky). Mère de :
  - Silver Fun (Saumarez) : Prix de Malleret. 2e Prix Cléopâtre (Gr.3). 4e Prix du Cadran.
  - Silver Rain (Rainbow Quest), mère de : 
    - Baahama (Anabaa) : 2e Prix d'Aumale (Gr.3).
    - Opposite (Dansili) : 2e Grosser Dallmayr-Preis.
- Rivière d'Or (1985, Lyphard) : Prix Saint-Alary, Prix Vanteaux (Gr.3), Prix d'Aumale (Gr.3). 2e Prix de Diane, Prix Marcel Boussac. Mère de :
  - Gold Splash (Blushing Groom) : Coronation Stakes, Prix Marcel Boussac. 3e Poule d'Essai des Pouliches.
  - Born Gold (Blushing Groom), mère de :
    - Born Something (Caerleon) : 3e Prix de la Grotte (Gr.3).
    - Gold Sound (Green Tune) : Prix de Guiche (Gr.3). 2e Prix Noailles (Gr.2). 3e Prix Exbury (Gr.3).
    - Gold Round (Caerleon) :  Prix Cléopâtre (Gr.3). 3e Prix de la Grotte. Mère de : 
      - Luck (Kitten's Joy) : 2e Rodeo Drive Stakes (Gr.1)
      - Goldwaki (Dalakhani) : Prix du Lys (Gr.3). 4e Grand Prix de Paris.
      - Golden Valentine (Dalakhani) : Prix Minerve (Gr.3), 2e Prix du Lys (Gr.3).

    - Gold Luck (Redoute's Choice) : Prix Vanteaux (Gr.3). 2e Prix de Sandringham. 3e Prix Jean Prat.
    - Anodin (Anabaa) : Prix Paul de Moussac (Gr.3). 2e Breeders' Cup Mile, Prix Jacques Le Marois, Prix d'Ispahan, 3e Prix du Moulin de Longchamp, Queen Anne Stakes.
    - Galikova (Galileo) : Prix Vermeille, Prix Guillaume d'Ornano, Prix Cléopâtre. 2e Prix de Diane. 3e Grand Prix de Saint-Cloud, Prix Jean Romanet.
    - Goldikova (Anabaa) : Breeders' Cup Mile (seul cheval de l'histoire à avoir réussi un triplé en Breeders' Cup), Prix Jacques Le Marois, Prix Rothschild, Prix du Moulin de Longchamp, Falmouth Stakes, Prix d'Ispahan, Queen Anne Stakes, Prix de la Forêt. Détentrice du nombre de victoires de groupe 1 pour un cheval européen, Cheval de l'année en Europe (2010) et membre du Hall of Fame des courses américaines.
- Goldneyev (1986, Nureyev) : 2e Poule d'Essai des Poulains. 3e Prix des Chênes (Gr.3), La Rochette (Gr.3), de Fontainebleau (Gr.3).

## Origines
Gold River est une fille du grand Riverman, champion sur les pistes (Poule d'Essai des Poulains, Prix Jean Prat, Prix d'Ispahan) et grand étalon, auteur notamment de Irish River, Triptych et une autre Arc-winner, Detroit. Sa mère, Glaneuse, était elle-même une excellente jument, remportant le Grand Prix du Jockey-Club en Italie, le Prix de Malleret, le Prix Chloé, terminant deuxième du Critérium de Maisons-Laffitte et du Prix de la Nonette, et surtout troisième du Prix de Diane. Glaneuse a donné également Gracious (par Habitat), mère de Gay Minstrel, lauréat des Prix Perth et Messidor. Cette famille est arrivée dans l'élevage Wertheimer en 1960 par la poulinière Glamour, acquise foal par Pierre Wertheimer aux ventes de Newmarket.

### Pedigree
| Origines de Gold River (FR), jument alezane née en 1977 | Origines de Gold River (FR), jument alezane née en 1977 | Origines de Gold River (FR), jument alezane née en 1977 | Origines de Gold River (FR), jument alezane née en 1977 |
| ------------------------------------------------------- | ------------------------------------------------------- | ------------------------------------------------------- | ------------------------------------------------------- |
| Père Riverman 1969                                      | Never Bend 1960                                         | Nasrullah                                               | Nearco                                                  |
| Père Riverman 1969                                      | Never Bend 1960                                         | Nasrullah                                               | Mumtaz Begum                                            |
| Père Riverman 1969                                      | Never Bend 1960                                         | Lalun                                                   | Djeddah                                                 |
| Père Riverman 1969                                      | Never Bend 1960                                         | Lalun                                                   | Be Faithful                                             |
| Père Riverman 1969                                      | River Lady 1963                                         | Prince John                                             | Princequillo                                            |
| Père Riverman 1969                                      | River Lady 1963                                         | Prince John                                             | Not Afraid                                              |
| Père Riverman 1969                                      | River Lady 1963                                         | Nile Lily                                               | Roman                                                   |
| Père Riverman 1969                                      | River Lady 1963                                         | Nile Lily                                               | Azalea                                                  |
| Mère Glaneuse 1966                                      | Snob 1959                                               | Mourne                                                  | Vieux Manoir                                            |
| Mère Glaneuse 1966                                      | Snob 1959                                               | Mourne                                                  | Ballynash                                               |
| Mère Glaneuse 1966                                      | Snob 1959                                               | Senones                                                 | Prince Bio                                              |
| Mère Glaneuse 1966                                      | Snob 1959                                               | Senones                                                 | Sif                                                     |
| Mère Glaneuse 1966                                      | Glamour 1960                                            | Djebe                                                   | Djebel                                                  |
| Mère Glaneuse 1966                                      | Glamour 1960                                            | Djebe                                                   | Catherine                                               |
| Mère Glaneuse 1966                                      | Glamour 1960                                            | Tudor Gleam                                             | Owen Tudor                                              |
| Mère Glaneuse 1966                                      | Glamour 1960                                            | Tudor Gleam                                             | Riding Rays (famille 22-d)                              |